# Cumbal (wulkan)
Cumbal (Nevado de Cumbal) – stratowulkan w południowo-zachodniej Kolumbii, w departamencie Nariño, położony nieopodal granicy z Ekwadorem, w paśmie Kordyliery Środkowej (Andy).
Cumbal jest wulkanem drzemiącym. W historii odnotowano dwie jego erupcje – w 1877 i 1926 roku.
28 stycznia 2002 roku miała miejsce katastrofa lotu TAME 120, podczas której na wulkanie rozbił się Boeing 727-134 z 94 osobami na pokładzie.